# Symbolic (Band)
Symbolic ist eine bayerische Death-Metal-Band aus Eichstätt, die im Jahr 2005 gegründet wurde.

## Geschichte
Die Band wurde im Jahr 2005 gegründet und nach dem gleichnamigen Death-Album benannt. Im Jahr 2006 erschien das Debütalbum Enigma. Durch Besetzungsprobleme verzögerte sich die Veröffentlichung des nächsten Tonträgers. Nachdem sich 2009 eine feste Besetzung gefunden hatte, erschien 2011 über Twilight Vertrieb das zweite Album Scarvest. Der Veröffentlichung folgte eine Europatournee zusammen mit Ektomorf. 2014 erschien das Album Omnidescent, worauf Sven de Caluwé von Aborted als Gastsänger zu hören ist.

## Stil
Die Gruppe gibt in ihrer Biografie auf symbolic-music.de klangliche Gemeinsamkeiten zu Death, Illdisposed und Necrophagist an. Laut Patrick Schmidt vom Rock Hard spielt die Band technisch anspruchsvollen und progressiven Death Metal. Der Sänger Bastian Löser gab im Interview mit Schmidt die verschiedenen Einflüsse der Band an: Der Schlagzeuger Tobias Schill und er würden Brutal Death Metal mögen, zudem höre Löser auch Stoner Rock. Andreas Schiegl sei ein Fan von Conducting from the Grave und Coroner habe einen großen Einfluss auf das Songwriting von Omnidescent gehabt. Eine Ausgabe zuvor hatte Sebastian Schilling das Album rezensiert. Die Band spiele hierauf modernen Melodic Death Metal mit leicht progressiven Zügen. Die Musik lasse sich als eine Mischung aus Lay Down Rotten, Disparaged und Spheron beschreiben.

## Diskografie
- 2006: Enigma (Album, Eigenveröffentlichung)
- 2011: Scarvest (Album, Twilight Vertrieb)
- 2014: Omnidescent (Album, Remission Records)